# Lafourche Parish
Das Lafourche Parish (französisch Paroisse de LaFourche) ist ein Parish im Bundesstaat Louisiana der Vereinigten Staaten. Bei der Volkszählung im Jahr 2020 hatte das Parish 97.557 Einwohner und eine Bevölkerungsdichte von 34,5 Einwohnern pro Quadratkilometer. Der Verwaltungssitz (Parish Seat) ist Thibodaux.

## Geographie
Das Parish liegt im Südosten von Louisiana am Golf von Mexiko und hat eine Fläche von 3813 Quadratkilometern, wovon 1004 Quadratkilometer Wasserfläche sind.
Das Lafourche Parish liegt im südwestlichen Teil des Mündungsdeltas des Mississippi. Das Parish wird von zahlreichen Bayous durchzogen, dessen größter der Bayou Lafourche ist. Dieser Nebenarm des Mississippi durchfließt das gesamte Parish von Nord nach Süd und mündet bei Port Fourchon in den Golf von Mexiko.
Das Lafourche Parish grenzt an folgende Parishes:
| Assumption Parish | St. James Parish, St. John the Baptist Parish | St. Charles Parish |
| Terrebonne Parish |                                               | Jefferson Parish   |
|                   |                                               |                    |

## Geschichte
Das Lafourche Parish wurde 1807 als eines der 19 Original-Parishes gebildet. Bis 1812 lautete der Name Interior Parish, danach bis 1853 Lafourche Interior Parish.
Ein Gebäude des Parish hat aufgrund seiner geschichtlichen Bedeutung den Status einer National Historic Landmark, das Edward Douglass White House, in dem der Politiker und Richter Edward Douglass White junior lebte. Insgesamt sind 35 Bauwerke und Stätten des Parish im National Register of Historic Places eingetragen (Stand 5. November 2017).

## Demografische Daten

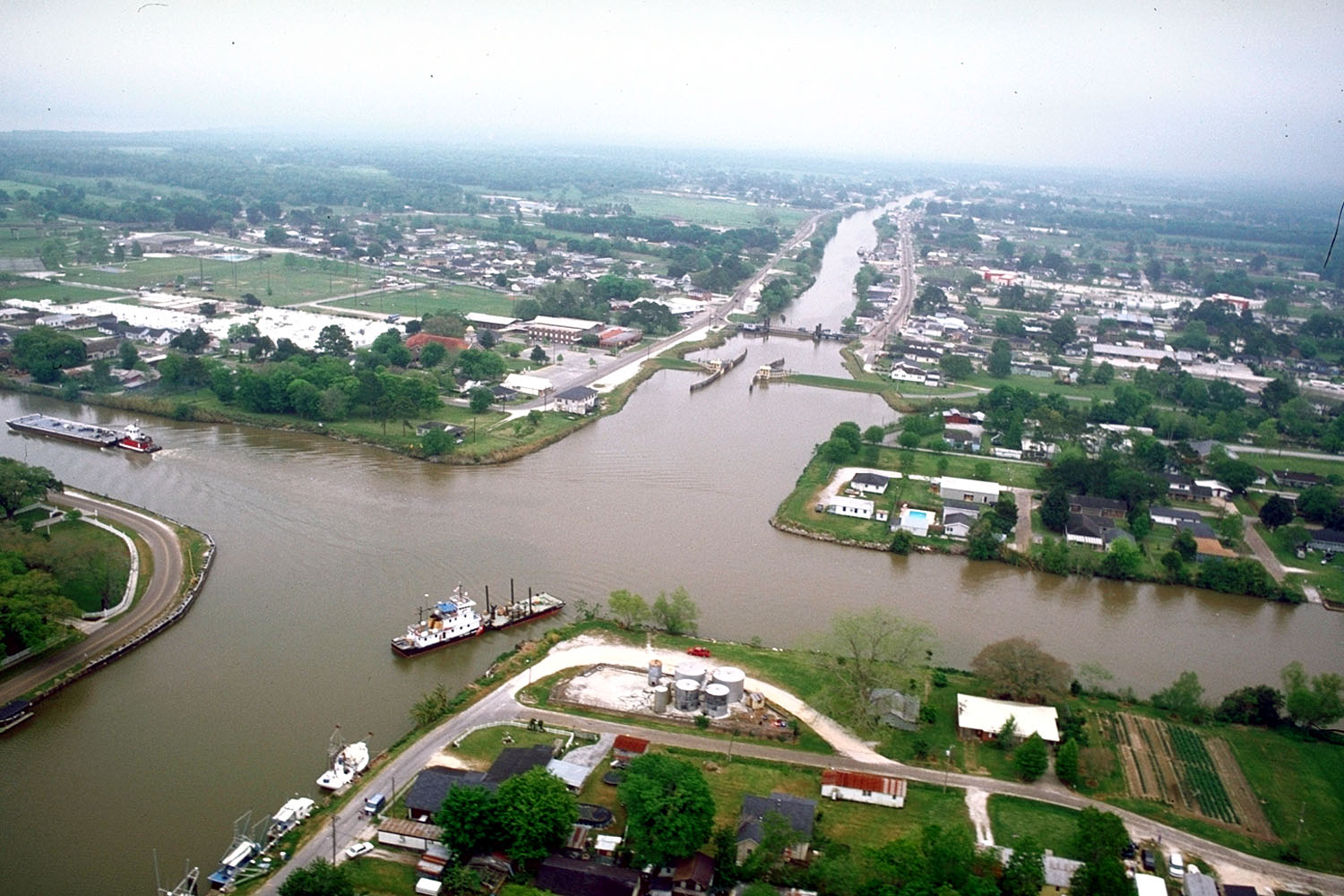
Larose

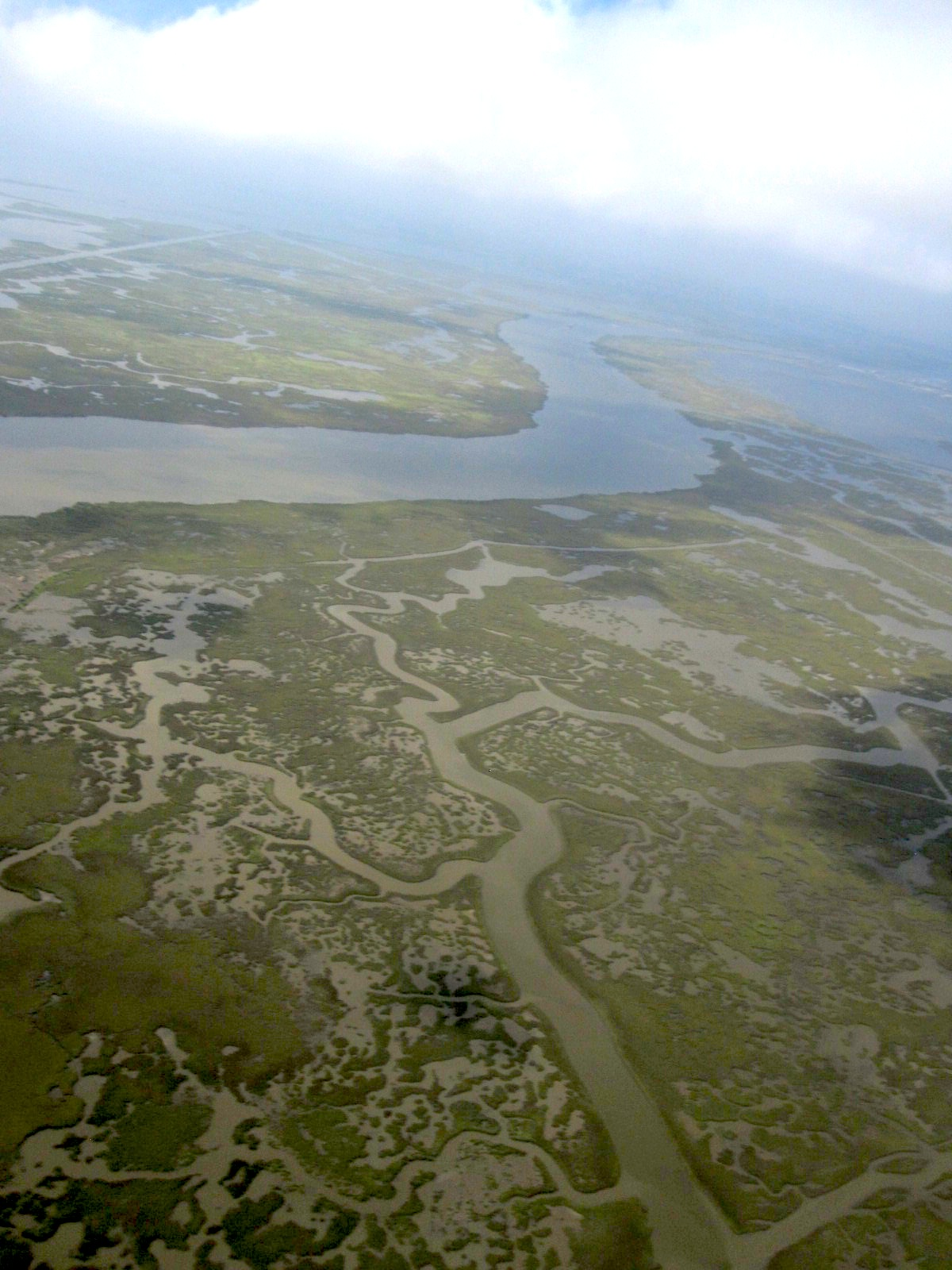
Bayou Lafourche bei Port Fourchon

Nach der Volkszählung im Jahr 2000 lebten im Lafourche Parish 89.974 Menschen in 32.057 Haushalten und 24.299 Familien. Die Bevölkerungsdichte betrug 32 Einwohner pro Quadratkilometer. Ethnisch betrachtet setzte sich die Bevölkerung zusammen aus 82,85 Prozent Weißen, 12,61 Prozent Afroamerikanern, 2,30 Prozent amerikanischen Ureinwohnern, 0,67 Prozent Asiaten, 0,02 Prozent Bewohnern aus dem pazifischen Inselraum und 0,58 Prozent aus anderen ethnischen Gruppen; 0,97 Prozent stammten von zwei oder mehr Ethnien ab. 1,43 Prozent der Bevölkerung waren spanischer oder lateinamerikanischer Abstammung, die verschiedenen der genannten Gruppen angehörten.
Von den 32.057 Haushalten hatten 37,8 Prozent Kinder und Jugendliche unter 18 Jahre, die bei ihnen lebten. 59,1 Prozent waren verheiratete, zusammenlebende Paare, 12,4 Prozent waren allein erziehende Mütter, 24,2 Prozent waren keine Familien, 19,6 Prozent waren Singlehaushalte und in 7,8 Prozent lebten Menschen im Alter von 65 Jahren oder darüber. Die Durchschnittshaushaltsgröße betrug 2,75 und die durchschnittliche Familiengröße lag bei 3,17 Personen.
Auf das gesamte Parish bezogen setzte sich die Bevölkerung zusammen aus 27,3 Prozent Einwohnern unter 18 Jahren, 10,5 Prozent zwischen 18 und 24 Jahren, 29,7 Prozent zwischen 25 und 44 Jahren, 21,3 Prozent zwischen 45 und 64 Jahren und 11,3 Prozent waren 65 Jahre alt oder darüber. Das Durchschnittsalter betrug 34 Jahre. Auf 100 weibliche kamen statistisch 95,2 männliche Personen. Auf 100 Frauen im Alter von 18 Jahren oder darüber kamen 91,3 Männer.
Das jährliche Durchschnittseinkommen eines Haushalts betrug 34.910 USD, das Durchschnittseinkommen der Familien betrug 40.504 USD. Männer hatten ein Durchschnittseinkommen von 34.600 USD, Frauen 19.484 USD. Das Prokopfeinkommen betrug 15.809 USD. 13,2 Prozent der Familien 16,5 Prozent der Bevölkerung lebten unterhalb der Armutsgrenze. Davon waren 21,9 Prozent Kinder oder Jugendliche unter 18 Jahre und 18,3 Prozent waren Menschen über 65 Jahre.

## Orte im Parish
- Abby Plantation
- Acadia
- Bayou Boeuf
- Belle Amie
- Bowie
- Brule
- Chackbay
- Choctaw
- Choupique
- Clotilda
- Clovelly Farms
- Coulon Plantation
- Cut Off
- Dixie Plantation
- Elmer
- Ewing
- Galliano
- Gheens
- Godchaux
- Golden Meadow
- Grandbois
- Jay
- Kraemer
- L T Plantation
- Lafourche
- Larose
- Laurel Grove
- Laurel Grove Plantation
- Laurel Valley Plantation
- Leeville
- Leighton
- Lewistown
- Lockport
- Lockport Heights
- Lowlands
- Ludevine
- Mathews
- McLeod
- Melodia Plantation
- Morvant
- Naquin (Louisiana)
- Norah (Louisiana)
- Orange Grove Plantation
- Raceland
- Raceland Junction
- Rienzi Plantation
- Rousseau
- Saint Rose Plantation
- Theriot
- Thibodaux
- Thibodaux Junction
- Valentine
- White Plantation